# 紅面澳龜
紅面澳龜（英語：red-faced turtle，學名：Emydura victoriae）是澳龜屬下的一種龜，生活在澳大利亞北部。